# Stollen (Schuh)

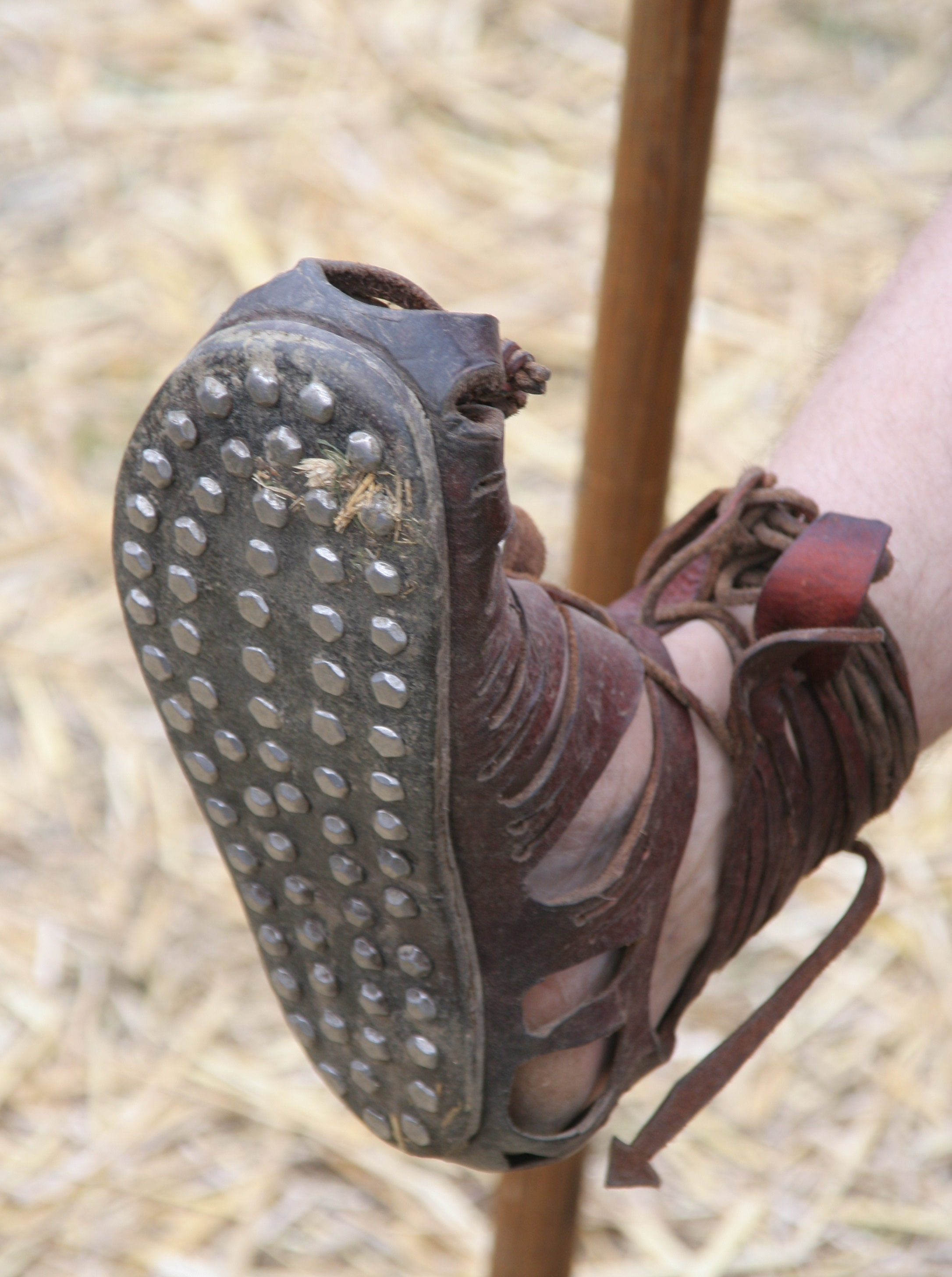
Eisenstollen an römischen Sandalen (Nachbau)

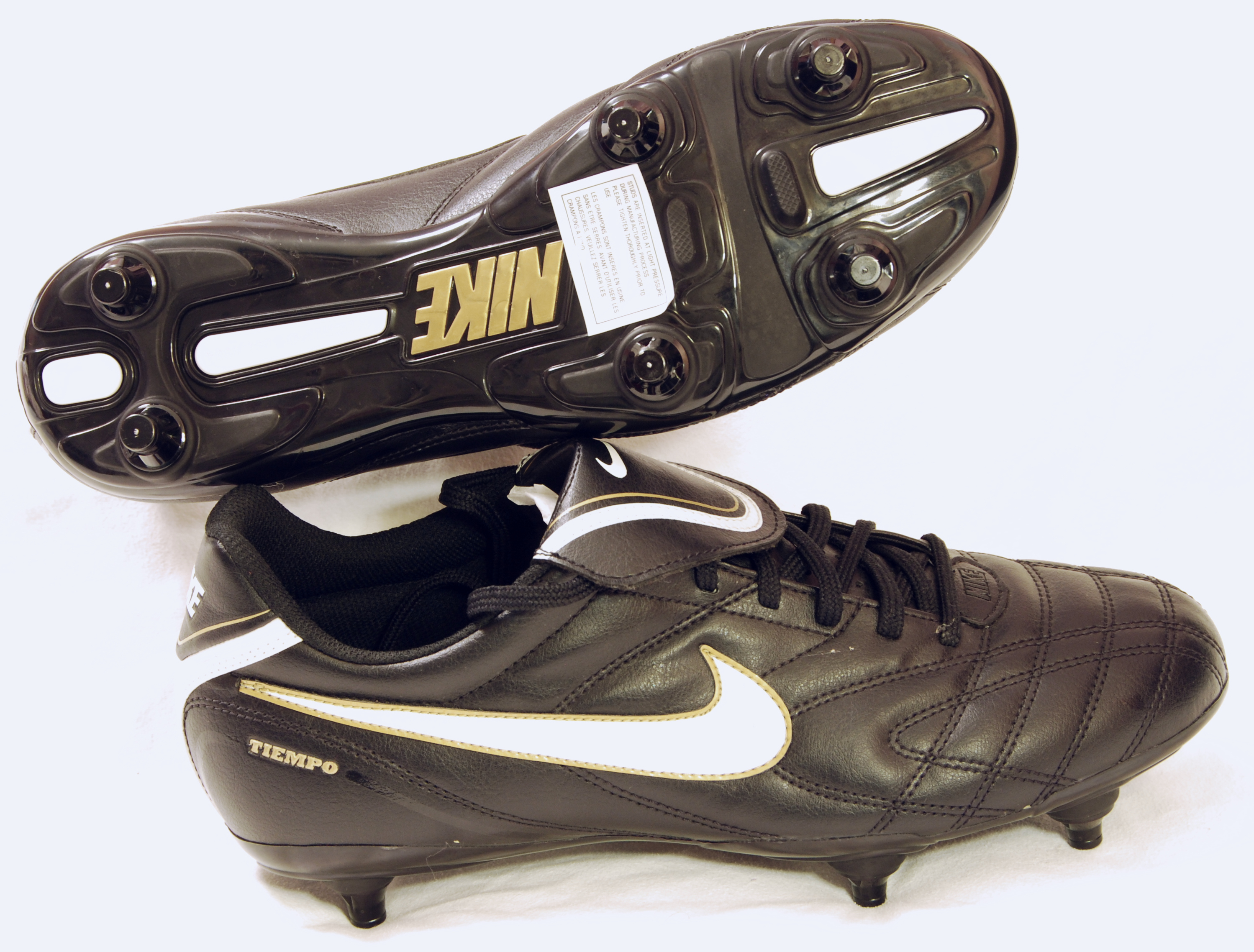
Nike-Fußballschuhe mit Stollen

Stollen an den Schuhen sind früher zylindrische, heute oft auch länglich geformte Profilzapfen unter der Schuhsohle von Sportschuhen, die auf weichem Untergrund (beispielsweise Wiese) besseren Halt vermitteln. Sie werden bei allen auf Rasen gespielten Sportarten wie Fußball, Rugby, American Football und Ultimate Frisbee verwendet. Die Länge der Stollen ist meist limitiert, um Verletzungen zu vermeiden, beispielsweise im Fußball auf 16 mm, weswegen Auswechselspieler dem Linienrichter vor dem Betreten des Platzes beide Schuhsohlen zeigen müssen – siehe dazu Fußballregeln.
Im Freizeitbereich sind Stollen heute in den Schuh integriert, so dass ein Anschrauben und Auswechseln entfällt. Im Profibereich werden Wechselstollen oder Schraubstollen verwendet, so dass bei unterschiedlicher Platzbeschaffenheit Stollen verschiedener Längen und Materialien (Aluminium, Leder) verwendet werden können.
Für Hartplätze verwendet man statt Stollenschuhen Nockenschuhe. Das Prinzip ist dasselbe, die Nocken sind in die Sohle integriert, im Allgemeinen weicher und mehr in der Zahl. Im Bereich der Leichtathletik werden statt Stollen Spikes, d. h. anschraubbare Nägel, verwendet, um ein Rutschen auf den Bahnen zu verhindern.

## Geschichte
Am 24. Dezember 1925 erhielt Ludwig Wacker aus Zweibrücken das Patent 443311 für „Stollen für Fußball- und ähnliche Sportschuhe“. Die Befestigung dieser Schraubstollen erfolgte auf Lederstreifen.
Am 1. August 1930 erhielt Venustus Eigler aus Oberstdorf das Patent 530454 für „Auswechselbare Stollen für Fußball- und ähnliche Schuhe“. Hier wurden die Stollen an einer Platte unter dem Schuh befestigt.
Am 31. Januar 1937 erhielt der Sportschuhfabrikant Walter Kogelboom aus Krefeld das Patent 665969 für „Aufschraubbarer Gleitschutzstollen für Fußballstiefel und ähnliches Schuhwerk“. Hier wurden die Stollen auf einer Platte befestigt die mit einer Gegenplatte am Schuh befestigt waren.
Am 1. Februar 1948 beantragte der Schuhmachermeister Albert Bünn aus Preetz bei Kiel ein Patent für „Eindrehbare Fußballstollen“. Hier wurden die Stollen, die ein Innengewinde hatten, auf Schrauben, die aus der Sohle ragten, angebracht.
Am 30. August 1949 erhielt der Schuhmachermeister Alexander Salot aus Bremen-Blumenthal das Patent 815761 für „Fußballstiefel o. dgl. mit auswechselbaren Gleitschutzstollen“. Mit diesen Schraubstollenschuhen wurde 1950 und folgende der Blumenthaler SV dreimal in Folge Bremer Landesmeister.
Am 20. November 1952 erfolgte durch Adolf Dassler, Gründer von Adidas, eine Gebrauchsmuster-Hilfsanmeldung für eine „Buchse mit durchgehender Gewindebohrung zur Aufnahme von unterhalb der Sohle eines Sportschuhes angebrachten Stollen“.
Zur Serienreife wurden die Schraubstollenschuhe von Puma und Adidas gebracht, die von Rudolf und Adolf Dassler geleitet wurden.
Im siegreichen Endspiel um die deutsche Meisterschaft im Mai 1954 wurden die Schraubstollen von Hannover 96 eingesetzt.
Adolf Dassler rüstete die deutsche Fußballnationalmannschaft mit Schraubstollenschuhen aus, die damit am 4. Juli 1954 im WM-Endspiel Ungarn sensationell mit 3:2 schlug (dem so genannten „Wunder von Bern“).
Der niederländische Fußballprofi Kees Rijvers überraschte seine neuen Mannschaftskollegen beim AS Saint-Étienne sogar bereits im Sommer 1951 damit.